# Esclavitud en la Bosnia medieval
La trata de esclavos en la Bosnia medieval (en bosnio: Roblje u srednjovjekovnoj Bosni) fue el comercio de esclavos que existió en Bosnia desde el siglo XIII hasta el siglo XV. Los mercados de destino de los esclavos bosnios eran el Mediterráneo y los países de Oriente. Los principales centros de comercio de esclavos bosnios eran el valle del río Neretva y Dubrovnik. Para la venta de un esclavo, era obligatorio redactar un contrato de compraventa, el cual debía ser certificado por notarios de las ciudades dálmatas. Las principales causas de la trata de esclavos en Bosnia fueron la pobreza de la población y las acusaciones de pertenencia a la Iglesia bosnia y otras herejías.

## Historia
En Bosnia, los esclavos son mencionados por primera vez en el siglo XI. En el año 1080, en el mercado de Drijeva, en el valle del río Neretva, fue vendido un esclavo llamado Marko, hijo de Radoslav, oriundo de Neretva. Bosnia fue un importante proveedor de esclavos para las ciudades del Mediterráneo. Los esclavos bosnios eran sacados del país en grandes cantidades por vías de contrabando. Provenían principalmente de los valles de los ríos Vrbas, Usora, Sana y Bosna. En 1283, por ejemplo, de 25 esclavos vendidos, 21 provenían del valle del río Bosna, 3 del valle del Vrbas, uno del valle del Usora y otro del valle del Sana.
Uno de los principales orígenes de la esclavitud era la captura de herejes durante las cruzadas contra Bosnia. Tras la cruzada de 1248, miles de herejes fueron llevados como esclavos y posteriormente vendidos en los mercados europeos. En Dubrovnik, entre los siglos xiii y xiv, la mayoría de los esclavos vendidos eran bosnios. Incluso los niños eran vendidos como esclavos. Entre los siglos xiii y xv, también existía un mercado de esclavos eslavos en la región del mar Negro, donde comerciantes de Venecia y Génova participaban en la compraventa de esclavos.
Además de los esclavos (servitus en latín), en las ciudades de Dalmacia existían los sirvientes (servitium), que a veces incluían familias enteras que se vendían a sí mismas por un tiempo determinado. Según el historiador Konstantin Jireček, hasta el siglo XIV el número de esclavos superaba al de sirvientes, pero en el siglo XIV la cantidad de sirvientes comenzó a ser mayor. Por ejemplo, en Dubrovnik, en 1310, se registraron 128 sirvientes contratados frente a solo 10 esclavos vendidos. En 1311 surgieron los sirvientes de por vida. Entre los nombres más comunes de los esclavos vendidos se encontraban los masculinos Milovan y Obrad, y los femeninos Borka, Volna, Jelka, Kraina, Milica, Miljana, Radoslava, Ratka, Stana y Stanislava. Las fuentes de Dubrovnik mencionan a una mujer llamada Zorica, del valle del río Sana, quien fue vendida "hasta su muerte" a un residente de Dubrovnik, y a un hombre llamado Radovan, de Bosnia, que fue vendido por 10 años a un sastre llamado Nikola. Durante las incursiones turcas en Bosnia a finales del siglo XIV, los bosnios capturados por los otomanos recibían nombres musulmanes y eran vendidos como esclavos. Por ejemplo, el 10 de junio de 1390, un comerciante de Barcelona compró a un residente de Dubrovnik cuatro esclavos varones con nombres musulmanes.En 1416, la venta de esclavos fue prohibida en Dubrovnik. Sin embargo, esto no significó el cese inmediato del comercio de esclavos, aunque en la primera mitad del siglo XV se redujo significativamente.